# 南佩德
南佩德（法語：Pierre Nanterme，1959年9月7日—2019年1月31日），法国企业家，埃森哲董事长兼CEO。南佩德是其中文名。

## 生平
1959年出生于法国里昂，1981年毕业于高等经济商业学院。之后在法国完成兵役。1983年加入埃森哲，1993年成为合伙人，2011年1月1日正式成为埃森哲首席执行官，2013年2月成为董事长。
2016年罹患大腸癌，2019年1月11日宣布因健康原因辞任董事长兼CEO，为埃森哲服务36年，20天后在巴黎逝世，享年59岁。

## 荣誉
2010年获得法國榮譽軍團勳章。